# Prima Divisione Campania 1945-1946
Fu il quarto livello del campionato italiano di calcio e la 23ª edizione della Prima Divisione nonostante il declassamento subito da quando fu istituita. Il campionato fu organizzato e gestito dalle Leghe Regionali che emanavano autonomamente anche le promozioni in Serie C e le retrocessioni.
Questi sono i gironi organizzati dalla Lega Regionale Campana per la regione Campania.

## Girone A

### Squadre partecipanti
| Club                       | Città                        | Stagione precedente |
| -------------------------- | ---------------------------- | ------------------- |
| U.S. Cotoniere             | Napoli                       |                     |
| S.S. Juventus Gragnano     | Gragnano (NA)                |                     |
| S.S. Juventus Stabia       | Castellammare di Stabia (NA) |                     |
| A.C. Rico Colombari        | Torre Annunziata (NA)        |                     |
| U.S. Sangiorgese           | San Giorgio a Cremano (NA)   |                     |
| S.S. Sarnese               | Sarno (SA)                   |                     |
| Ilva Torrese (B = riserve) | Torre Annunziata (NA)        |                     |
| Pol. Turris                | Torre del Greco (NA)         |                     |

### Classifica finale
|  | Pos. | Squadra           | Pt       | G  | V | N | P | GF | GS | DR |
|  | ---- | ----------------- | -------- | -- | - | - | - | -- | -- | -- |
|  | 1.   | Turris            | ??       | ?? |   |   |   |    |    |    |
|  | ??.  | Juventus Gragnano | ??       | ?? |   |   |   |    |    |    |
|  | ??.  | Sarnese           | ??       | ?? |   |   |   |    |    |    |
|  | 4.   | ???               | ??       | ?? |   |   |   |    |    |    |
|  | 5.   | Juventus Stabia   | ??       | ?? |   |   |   |    |    |    |
|  | 6.   | ???               | ??       | ?? |   |   |   |    |    |    |
|  | 7.   | ???               | ??       | ?? |   |   |   |    |    |    |
|  | --   | Ilva Torrese      | Ritirata |    |   |   |   |    |    |    |

Legenda:

      Ammesso alle semifinali regionali.
Regolamento:
Due punti a vittoria, uno a pareggio, zero a sconfitta.

## Girone B

### Squadre partecipanti
| Club                        | Città                       | Stagione precedente |
| --------------------------- | --------------------------- | ------------------- |
| U.S. Avellino (B = riserve) | Avellino                    |                     |
| A.C. Baiano                 | Baiano (AV)                 |                     |
| Capodichino                 | Napoli                      |                     |
| G.S. I.M.M.                 | Napoli                      |                     |
| U.S. Nola                   | Nola (NA)                   |                     |
| S.S. Portici (B = riserve)  | Portici (NA)                |                     |
| F.C. Sangiuseppese          | San Giuseppe Vesuviano (NA) |                     |
| A.C. Vomero                 | Napoli                      |                     |

### Classifica finale
|  | Pos. | Squadra       | Pt | G  | V | N | P | GF | GS | DR |
|  | ---- | ------------- | -- | -- | - | - | - | -- | -- | -- |
|  | 1.   | Nola          | 25 | 12 |   |   |   |    |    |    |
|  | ??.  | Sangiuseppese | 23 | ?? |   |   |   |    |    |    |
|  | ??.  | Baiano        | 22 | ?? |   |   |   |    |    |    |
|  | ??.  | Avellino B    | 19 | ?? |   |   |   |    |    |    |
|  | 5.   | I.M.M. Napoli | 18 | ?? |   |   |   |    |    |    |
|  | 6.   | Capodichino   | 6  | ?? |   |   |   |    |    |    |
|  | 7.   | Portici B     | 2  | ?? |   |   |   |    |    |    |
|  | 8.   | Vomero        | 0  | ?? |   |   |   |    |    |    |

Legenda:

      Ammesso alle semifinali regionali.
Regolamento:
Due punti a vittoria, uno a pareggio, zero a sconfitta.

## Girone C

### Squadre partecipanti
| Club                | Città                   | Stagione precedente |
| ------------------- | ----------------------- | ------------------- |
| Pol. Afragolese     | Afragola (NA)           |                     |
| Fiamma Anastasiana  | Sant'Anastasia (NA)     |                     |
| U.S. Fulgor         | Pignataro Maggiore (CE) |                     |
| Marano              | Marano di Napoli (NA)   |                     |
| F.U.C.I. Marcianise | Marcianise (CE)         |                     |
| A.P. Puteolana      | Pozzuoli (NA)           |                     |
|                     |                         |                     |
|                     |                         |                     |

### Classifica finale
|  | Pos. | Squadra            | Pt       | G  | V | N | P | GF | GS | DR |
|  | ---- | ------------------ | -------- | -- | - | - | - | -- | -- | -- |
|  | ??.  | Fiamma Anastasiana | ??       | ?? |   |   |   |    |    |    |
|  | 2.   | Puteolana          | ??       | ?? |   |   |   |    |    |    |
|  | ??.  | Afragolese         | ??       | ?? |   |   |   |    |    |    |
|  | ??.  | Marcianise         | ??       | ?? |   |   |   |    |    |    |
|  | ??.  | Marano             | ??       | ?? |   |   |   |    |    |    |
|  | 6.   | ???                | ??       | ?? |   |   |   |    |    |    |
|  | 7.   | ???                | ??       | ?? |   |   |   |    |    |    |
|  | --   | Fulgor Pignataro   | Ritirata |    |   |   |   |    |    |    |

Legenda:

      Ammesso alle semifinali regionali.
Regolamento:
Due punti a vittoria, uno a pareggio, zero a sconfitta.

## Girone D

### Squadre partecipanti
| Club                         | Città       | Stagione precedente |
| ---------------------------- | ----------- | ------------------- |
| U.S. Arzanese                | Arzano (NA) |                     |
| S.S. Audace                  | Napoli      |                     |
| Carlo III                    | Napoli      |                     |
| U.S. Internaples             | Napoli      |                     |
| A.S. Ischia                  | Ischia (NA) |                     |
| Pol. Posillipo               | Napoli      |                     |
| C.R. dei Lavoratori "S.E.T." | Napoli      |                     |
| S.S. Sibilla                 | Bacoli (NA) |                     |

### Classifica finale
|  | Pos. | Squadra             | Pt | G  | V | N | P | GF | GS | DR |
|  | ---- | ------------------- | -- | -- | - | - | - | -- | -- | -- |
|  | 1.   | Internaples         | 20 | 14 |   |   |   |    |    |    |
|  | 2.   | Arzanese            | 17 | 14 |   |   |   |    |    |    |
|  | 3.   | Ischia              | 15 | 14 |   |   |   |    |    |    |
|  | 4.   | Carlo III           | 15 | 14 |   |   |   |    |    |    |
|  | 5.   | Posillipo           | 11 | 14 |   |   |   |    |    |    |
|  | 6.   | Lavoratori "S.E.T." | 10 | 14 |   |   |   |    |    |    |
|  | 7.   | Audace              | 9  | 14 |   |   |   |    |    |    |
|  | 8.   | Sibilla             | 9  | 14 |   |   |   |    |    |    |

Legenda:

      Ammesso alle semifinali regionali.
Regolamento:
Due punti a vittoria, uno a pareggio, zero a sconfitta.

## Girone E

### Squadre partecipanti
| Club                   | Città                 | Stagione precedente |
| ---------------------- | --------------------- | ------------------- |
| U.S. Cavese            | Cava de' Tirreni (SA) |                     |
| G.S. Cotoniere Angri   | Angri (SA)            |                     |
| Filotramviaria Salerno | Salerno               |                     |
| U.S. Paganese          | Pagani (SA)           |                     |
| U.S. Polla             | Polla (SA)            |                     |
| Sapri                  | Sapri (SA)            |                     |
|                        |                       |                     |
|                        |                       |                     |

### Classifica finale
|  | Pos. | Squadra                | Pt       | G  | V | N | P | GF | GS | DR |
|  | ---- | ---------------------- | -------- | -- | - | - | - | -- | -- | -- |
|  | 1.   | Paganese               | ??       | ?? |   |   |   |    |    |    |
|  | ??.  | Cotoniere Angri        | ??       | ?? |   |   |   |    |    |    |
|  | ??.  | Filotramviaria Salerno | ??       | ?? |   |   |   |    |    |    |
|  | ??.  | Polla                  | ??       | ?? |   |   |   |    |    |    |
|  | 5.   | ???                    | ??       | ?? |   |   |   |    |    |    |
|  | 6.   | ???                    | ??       | ?? |   |   |   |    |    |    |
|  | --   | Sapri                  | Ritirata |    |   |   |   |    |    |    |

Legenda:

      Ammesso alle semifinali regionali.
Regolamento:
Due punti a vittoria, uno a pareggio, zero a sconfitta.

## Semifinali regionali

### Semifinale A

#### Squadre partecipanti
- Internaples
- Marano
- Polla
- Sangiuseppese

#### Classifica finale
|  | Pos. | Squadra       | Pt | G | V | N | P | GF | GS | DR |
|  | ---- | ------------- | -- | - | - | - | - | -- | -- | -- |
|  | 1.   | Internaples   | ?? | 6 |   |   |   |    |    |    |
|  | 2.   | Sangiuseppese | ?? | 6 |   |   |   |    |    |    |
|  | 3.   | ???           | ?? | 6 |   |   |   |    |    |    |
|  | 4.   | ???           | ?? | 6 |   |   |   |    |    |    |

Legenda:

      Ammesso alle finali regionali.
Regolamento:
Due punti a vittoria, uno a pareggio, zero a sconfitta.

### Semifinale B

#### Classifica finale
|  | Pos. | Squadra                | Pt | G | V | N | P | GF | GS | DR |
|  | ---- | ---------------------- | -- | - | - | - | - | -- | -- | -- |
|  | 1.   | Nola                   | 9  | 6 |   |   |   |    |    |    |
|  | 2.   | Turris                 | 7  | 6 |   |   |   |    |    |    |
|  | 3.   | Filotramviaria Salerno | 4  | 6 |   |   |   |    |    |    |
|  | 4.   | Ischia                 | 2  | 6 |   |   |   |    |    |    |

Legenda:

      Ammesso alle finali regionali.
Regolamento:
Due punti a vittoria, uno a pareggio, zero a sconfitta.

### Semifinale C

#### Squadre partecipanti
- Afragolese
- Arzanese
- Juventus Gragnano
- I.M.M. Napoli

#### Classifica finale
|  | Pos. | Squadra           | Pt | G | V | N | P | GF | GS | DR |
|  | ---- | ----------------- | -- | - | - | - | - | -- | -- | -- |
|  | 01.  | Juventus Gragnano | ?? | 6 |   |   |   |    |    |    |
|  | ??.  | ???               | ?? | 6 |   |   |   |    |    |    |
|  | 3.   | ???               | ?? | 6 |   |   |   |    |    |    |
|  | 4.   | ???               | ?? | 6 |   |   |   |    |    |    |

Legenda:

      Ammesso alle finali regionali.
Regolamento:
Due punti a vittoria, uno a pareggio, zero a sconfitta.

### Semifinale D

#### Squadre partecipanti
- Lavoratori "S.E.T."
- Fiamma Anastasiana
- Marcianise
- Paganese

#### Classifica finale
|  | Pos. | Squadra            | Pt | G | V | N | P | GF | GS | DR |
|  | ---- | ------------------ | -- | - | - | - | - | -- | -- | -- |
|  | 1.   | Paganese           | ?? | 6 |   |   |   |    |    |    |
|  | 2.   | Fiamma Anastasiana | ?? | 6 |   |   |   |    |    |    |
|  | 3.   | ???                | ?? | 6 |   |   |   |    |    |    |
|  | 4.   | ???                | ?? | 6 |   |   |   |    |    |    |

Legenda:

      Ammesso alle finali regionali.
Regolamento:
Due punti a vittoria, uno a pareggio, zero a sconfitta.

### Semifinale E

#### Squadre partecipanti
- Baiano
- Cotoniere Angri
- Puteolana
- Sarnese

#### Classifica finale
|  | Pos. | Squadra         | Pt | G | V | N | P | GF | GS | DR |
|  | ---- | --------------- | -- | - | - | - | - | -- | -- | -- |
|  | 1.   | Cotoniere Angri | 11 | 6 |   |   |   |    |    |    |
|  | 2.   | Sarnese         | 7  | 6 |   |   |   |    |    |    |
|  | 3.   | Baiano          | 5  | 6 |   |   |   |    |    |    |
|  | 4.   | Puteolana       | 1  | 6 |   |   |   |    |    |    |

Legenda:

      Ammesso alle finali regionali.
Regolamento:
Due punti a vittoria, uno a pareggio, zero a sconfitta.

## Finali regionali

### Girone A

#### Squadre partecipanti
- Fiamma Anastasiana
- Internaples
- Nola
- Sangiuseppese

#### Classifica finale
|  | Pos. | Squadra     | Pt | G | V | N | P | GF | GS | DR |
|  | ---- | ----------- | -- | - | - | - | - | -- | -- | -- |
|  | 1.   | Internaples | ?? | 6 |   |   |   |    |    |    |
|  | 2.   | ???         | ?? | 6 |   |   |   |    |    |    |
|  | 3.   | ???         | ?? | 6 |   |   |   |    |    |    |
|  | 4.   | ???         | ?? | 6 |   |   |   |    |    |    |

Legenda:

      Ammesso alla finalissima.
Regolamento:
Due punti a vittoria, uno a pareggio, zero a sconfitta.

### Girone B

#### Classifica finale
|  | Pos. | Squadra           | Pt | G | V | N | P | GF | GS | DR |
|  | ---- | ----------------- | -- | - | - | - | - | -- | -- | -- |
|  | 1.   | Cotoniere Angri   | 9  | 6 |   |   |   |    |    |    |
|  | 2.   | Turris            | 9  | 6 |   |   |   |    |    |    |
|  | 3.   | Juventus Gragnano | ?? | 6 |   |   |   |    |    |    |
|  | 4.   | Paganese          | ?? | 6 |   |   |   |    |    |    |

Legenda:

      Ammesso alla finalissima.
Regolamento:
Due punti a vittoria, uno a pareggio, zero a sconfitta.

### Spareggio per il primo posto in classifica
|       | Risultati |        | Luogo e data                            |
| ----- | --------- | ------ | --------------------------------------- |
| Angri | 3 - 1     | Turris | Castellammare di Stabia, 26 luglio 1946 |
|       |           |        |                                         |

## Finalissima
|             | Risultati |       | Luogo e data            |
| ----------- | --------- | ----- | ----------------------- |
| Internaples | 3 - 2     | Angri | Avellino, 4 agosto 1946 |
|             |           |       |                         |

### Verdetti finali
- Internaples campione campano di Prima Divisione 1945-1946, rinuncia alla promozione in Serie C.[3]
- Angri, Colombari, Turris, Gragnano, Nola, Afragolese, Polla e Sangiuseppese ammesse in Serie C 1946-1947. dalla FIGC, a completamento organici.